# Pommersche Evangelische Kirche
Die Pommersche Evangelische Kirche (PEK) mit Sitz in Greifswald war von 1945/47 bis 1969 und ab 1991 eine der Gliedkirchen (Landeskirchen) der Evangelischen Kirche in Deutschland (EKD). Die Kirche hatte 2010 etwa 94.000 Gemeindeglieder in 240 Kirchengemeinden. Wie alle Landeskirchen war sie eine Körperschaft des öffentlichen Rechts. Sie ist zu Pfingsten 2012 in der Evangelisch-Lutherischen Kirche in Norddeutschland („Nordkirche“) aufgegangen. In dieser besteht der Pommersche Evangelische Kirchenkreis.
Die Pommersche Evangelische Kirche war eine unierte Landeskirche; zu ihr gehörten jedoch keine reformierten Kirchengemeinden. Sie gehörte zur Union Evangelischer Kirchen (UEK), die 2003 aus der Evangelischen Kirche der Union (EKU) hervorging. Außerdem war die PEK Mitgliedskirche der Gemeinschaft Evangelischer Kirchen in Europa und des Lutherischen Weltbundes.
Haupt- bzw. Bischofskirche der Pommerschen Evangelischen Kirche war der Dom St. Nikolai in Greifswald.
Die Landeskirche unterhielt zusammen mit der Evangelisch-Lutherischen Landeskirche Mecklenburgs eine Evangelische Akademie in Rostock.

## Gebiet der Landeskirche
Das Gebiet der Pommerschen Evangelischen Kirche umfasste in den exakten historischen Grenzen den bei Deutschland verbliebenen Teil Vorpommerns der ehemals preußischen Provinz Pommern, der heute den östlichen Teil des Landes Mecklenburg-Vorpommern bildet. Hinzu kamen mehrere Gemeinden des ehemaligen Kirchenkreises Pasewalk im Land Brandenburg, die historisch gesehen ebenfalls zu Pommern gehörten. Das bisherige Gebiet der Landeskirche bildet seit Mai 2012 den neuen Pommerschen Evangelischen Kirchenkreis.

## Geschichte
Der pommersche Landtag zu Treptow beschloss 1534 auf Veranlassung der Herzöge Barnim IX. (Pommern-Stettin) und Philipp I. (Pommern-Wolgast) gegen den Widerstand einiger Prälaten und Adeliger die Einführung der lutherischen Lehre (Reformation). Johannes Bugenhagen veröffentlichte 1535 eine erste lutherische Kirchenordnung für das Land. Dies gilt als Geburtsstunde der Pommerschen Landeskirchen, denn Pommern-Stettin, Pommern-Wolgast und das pommersch-landständische Camminer Stiftsgebiet um Kolberg bildeten je eigene Staatskirchen.
Der katholische Bischof von Cammin, Erasmus von Manteuffel-Arnhausen, konnte in seiner Diözese die Ausbreitung der Reformation nur in seinem Stiftsgebiet verhindern, wo er nicht nur Oberhirte, sondern zugleich Landesherr war. Im übrigen Diözesangebiet setzten die Landesherren, die Herzöge von Pommern-Stettin, Pommern-Wolgast beide ab 1535 und die Kurfürsten von Brandenburg (für die Neumark) ab 1539 die Reformation durch. 1535 wurden für beide Teilherzogtümer geistliche Leiter der lutherischen Staatskirchen ernannt, die ab 1563 die Bezeichnung Generalsuperintendenten führten. Sie saßen in Greifswald für Pommern-Wolgast, in Stettin für das westliche Pommern-Stettin, und, jedoch Stettin nachgeordnet, in Stolp mit subsidiärer Zuständigkeit im östlichen Pommern-Stettin. Nach dem Tode Manteuffel-Arnhausens 1544 entstand unter dem neuen, nunmehr lutherischen Bischof von Cammin, Bartholomäus Swawe, auch im Stiftsgebiet eine lutherische Staatskirche. 1563 richteten alle drei pommerschen Staatskirchen Konsistorien ein, das Kolberger Konsistorium für das Stiftsgebiet, das Greifswalder für Pommern-Wolgast und das Stettiner für Pommern-Stettin.
Zwischen 1648 und 1815 erwarb Kurbrandenburg (später als Teil des Königreichs Preußen bekannt) das Stiftsgebiet und sukzessive die Landesteile des vormals herzoglichen Pommerns. Für die kurbrandenburgischen Teile Pommerns wurde die Staatskirche des komplett übernommenen Camminer Stiftsgebiets mit derjenigen in den nur teilweise übernommenen herzoglich-pommerschen Gebieten zusammengefasst. Das Kolberger Konsistorium wurde mit territorial erweiterter Zuständigkeit als Pommersches und Camminsches geistliches Konsistorium Verwaltungsbehörde dieser Staatskirche. Für die 1657/58 als polnisches Lehen erworbenen Lande Lauenburg und Bütow bestand das separate Lauenburger Konsistorium, bis Polen die Lande 1773 direkt an Brandenburg-Preußen abtrat. Nach Übergang in den Westpreußischen Konsistorialbezirk kamen die Lande 1804 kirchlich zum Konsistorialbezirk Köslin in Pommern. Nachdem die Hohenzollern die Stadt Stettin 1720 ihrem Herrschaftsbereich einverleiben konnten, zog das Pommersche und Camminsche geistliche Konsistorium dann 1738 nach Stettin. Ab 1750 unterstand es dem neuen Lutherischen Oberkonsistorium für ganz Brandenburg-Preußen. 1808 wurde das Oberkonsistorium aufgelöst und alle Kirchensachen an die neu gebildete Kultusabteilung des Preußischen Innenministeriums übergeben. Nach dem Wiener Kongress 1815 bildete der Staat Preußen seine Provinzen und so entstand die Provinz Pommern und mit ihr eine eigene Kirchenverwaltungsbehörde, das Konsistorium der Provinz Pommern, in Stettin. Bis 1849 bestand daneben noch das 1556 gegründete Greifswalder Konsistorium mit Zuständigkeit in Neuvorpommern.
Oberhaupt der Kirche war der jeweilige Monarch von (Brandenburg-)Preußen als summus episcopus. 1817 rief König Friedrich Wilhelm III. zu einer Union der lutherischen und reformierten Kirchen auf. Die wenigen pommerschen reformierten Gemeinden waren vor allem durch Einwanderung von Hugenotten im 17. und 18. Jahrhundert entstanden und lagen alle im heute polnischen Teil Pommerns. Somit entstand innerhalb des Staates Preußen eine einheitliche Kirche, die Evangelische Kirche in den Königlich-Preußischen Landen, die in den folgenden Jahrzehnten mehrmals ihren Namen änderte. Innerhalb dieser Landeskirche bildete Pommern eine der neun Kirchenprovinzen, neben Mark Brandenburg (mit Berlin), Ostpreußen, Posen, Rheinprovinz (ab 1899 mit Hohenzollern), Sachsen, Schlesien, Westfalen und Westpreußen. In jeder Provinz bestand ein Provinzialkonsistorium (manchmal daneben auch weitere subsidiäre), das für die Verwaltung der Kirchenprovinz zuständig war.
1850 wurde in Berlin als oberste Kirchenbehörde für die Landeskirche der Evangelische Oberkirchenrat (EOK) errichtet. 1866 annektierte Preußen mehrere Staaten. Die hinzugewonnenen Gebiete behielten jedoch ihre eigenen Kirchenverwaltungen und wurden nicht dem EOK in Berlin unterstellt. In Abgrenzung von den evangelischen Landeskirchen in den 1866 annektierten Provinzen nannte sich die altpreußische Landeskirche ab 1875 „Evangelische Landeskirche der älteren Provinzen Preußens“.
Nach dem Ersten Weltkrieg musste der König von Preußen abdanken (Wegfall des landesherrlichen Kirchenregiments). Daher gab sich die altpreußische Landeskirche 1922 eine neue Kirchenordnung und den Namen Evangelische Kirche der altpreußischen Union (APU oder EKapU); auch die Kirchenprovinzen wurden demokratisiert. Die Kirchgemeinden in den an Belgien (vier Gemeinden der rheinischen Kirchenprovinz), Polen (Kirchenprovinz Posen überwiegend, Kirchenprovinz Westpreußen zu großen Teilen, 22 Kirchgemeinden der Kirchenprovinz Schlesien) und die Tschechoslowakei (eine Gemeinde der Kirchenprovinz Schlesien) abgetretenen Gebieten schieden aus der Landeskirche aus. Die Kirchgemeinden der Völkerbundmandate Freie Stadt Danzig, Memel- und Saargebiet blieben Glieder der Landeskirche.
Mit der neuen Kirchenordnung waren 1922 die Kompetenzen des EOK beschnitten worden. Die Kirchenleitung, die vorher beim preußischen Monarchen lag, ging auf den „Kirchensenat“ über, dem der EOK nunmehr zuarbeitete. Die altpreußische Generalsynode wählte ihren Präses und den Kirchensenat, wobei jener qua Amt diesem vorstand. Die Leitung der Kirchenprovinzen lag ab 1922 bei den Provinzialkirchenräten. Den Konsistorien, nunmehr Verwaltungsorgane der Kirchenprovinzen, standen geistliche Generalsuperintendenten und juristische Konsistorialpräsidenten vor.
Nach dem Zweiten Weltkrieg wurde die Oder-Neiße-Linie die Ostgrenze Deutschlands. Anders als 1918/20 zog die neue Grenzziehung aber die umfassende Vertreibung der einheimischen Bevölkerung nach sich. In den Kirchengemeinden im bei Deutschland verbliebenen Vorpommern nahm durch Aufnahme von Flüchtlingen und Vertriebenen von 1945 bis 1948 die Mitgliederzahl um 500.000 Seelen zu. Die meisten evangelischen Kirchgemeinden in Ostpreußen (heute zur Republik Polen bzw. – als Oblast Kaliningrad – zu Russland gehörend) sowie in Ostbrandenburg, Hinterpommern und Schlesien, deren östliche Teile heute zu Polen gehören, gingen mit der Vertreibung ihrer nicht geflohenen Gemeindemitglieder unter, entsprechend auch alle übergeordneten kirchlichen Organisationen wie Kirchenprovinzen etc. Der Anteil der evangelischen Kirchenmitglieder an der Gesamtbevölkerung ging in Pommern östlich der Oder binnen weniger Jahre von mehr als 90 Prozent auf unter 5 Prozent zurück. Soweit Gemeinden in Einzelfällen fortbestanden, wurden sie in die Evangelisch-Augsburgische Kirche in Polen eingegliedert.
Das Provinzialkonsistorium, personell weitgehend unverändert, wurde von Stettin nach Greifswald verlegt. Konsistorialrat Willy Woelke ergriff die Initiative und betraute den Superintendenten von Greifswald, Karl von Scheven, „mit der hilfsweisen Wahrnehmung des geistlichen Referates im Konsistorium“, was der amtierende Konsistorialpräsident Paul-Gerhard Wahn am 25. Juni 1945 bestätigte. Da eine Synode noch nicht wieder einberufen worden war, entbehrte die provisorische Provinzialkirchenleitung der Legitimation. Ein 1945 berufener kleiner Beirat aus Laien und Theologen sollte die fehlende Mitbestimmung Synodaler mildern. Beirat und Konsistorium bildeten die neue Provinzialkirchenleitung mit von Scheven als Präses, so sein neuer Titel ab Januar 1946.
Auf der vom 9. bis 11. Oktober 1946 tagenden pommerschen 20. Provinzialsynode, der ersten nach dem Kriege, legitimierten die Synodalen die neue Kirchenleitung und beschlossen, eine neue Kirchenordnung zu entwickeln, die die altpreußische Kirchenprovinz Pommern als selbständige Landeskirche rekonstituieren würde. Die Synodalen beantragten ferner beim altpreußischen Evangelischen Oberkirchenrat, dem neugewählten Generalsuperintendenten der Kirchenprovinz, von Scheven, den Titel Bischof beizulegen. Der EOK entsprach dem Antrag Ende 1946. 1947 trat die ehemalige Kirchenprovinz Pommern der Evangelischen Kirche in Deutschland (EKD) bei. Am 2. Juni 1950 nahm die 21. Provinzialsynode die inzwischen ausgearbeitete neue Kirchenordnung an, wodurch diese Provinzialsynode sich als erste Landessynode und die Kirchenprovinz Pommern als Pommersche Evangelische Kirche rekonstituierte.
Durch die Verselbständigung ihrer Kirchenprovinzen hatte sich die Kirche der altpreußischen Union de facto von einer Landeskirche in einen Kirchenverband eigenständiger Landeskirchen gewandelt, der dennoch, wie seine Gliedkirchen, zugleich Mitglied der EKD blieb. Auf den altpreußischen Generalsynoden vom 11. bis 13. Dezember und 20. Februar 1951 in Berlin passten die Synodalen die Kirchenordnung den geänderten Realitäten an. Mit Wirkung zum 1. August 1951 verabschiedeten die Synodalen im Februar in Berlin die neue Ordnung der Evangelischen Kirche der altpreußischen Union. Die neue Kirchenordnung ersetzte den EOK durch die Kirchenkanzlei, die Aufgaben des seit 1933 ausgeschalteten Kirchensenats übernahm der neue Rat der Evangelischen Kirche der altpreußischen Union.
Am 5. April 1952 verlangte Karl Steinhoff, Innenminister der DDR, den Namensbestandteil „preußisch“ aus der Bezeichnung des Kirchenverbandes zu streichen. Der EOK wies dies zurück und erklärte, der seit 1922 im Namen geführte Begriff „altpreußische Union“ bezeichne die seit 1817 entstandene Gemeinschaft von Angehörigen der lutherischen und reformierten Bekenntnisse im damaligen Preußen, nicht aber eine Zugehörigkeit der Kirche zu diesem 1947 von den Alliierten für aufgelöst erklärten Staat, zumal die Evangelische Kirche der altpreußischen Union seit 1919 keine Staatskirche mehr war und auch Kirchengemeinden außerhalb der Grenzen Preußens einschloss. Der Name des Kirchenverbands blieb unverändert. Am 2. Juli 1952 erstattete der am 5. Mai erstmals gewählte Ratsvorsitzende der Evangelischen Kirche der altpreußischen Union, Heinrich Held, seinen Antrittsbesuch bei Ministerpräsident Otto Grotewohl.
Dennoch übte die DDR-Regierung weiter Druck in der Namensfrage aus. Die Synodalen gaben dem schließlich nach, und die altpreußische Generalsynode beschloss am 12. Dezember 1953, den Namensbestandteil „altpreußisch“ zu streichen, stellten aber zugleich ihre Ansicht klar, dass „altpreußische Union“ eine Gemeinschaft von Bekenntnissen bezeichne, die die Synodalen keinesfalls aufgeben würden. Die gleiche Generalsynode beschloss außerdem, dass weitere Landeskirchen, auch solche, die nicht aus Kirchenprovinzen der APU hervorgegangen waren, dem Kirchenverband beitreten könnten. Ab 1954 lautete der Name des Kirchenverbandes „Evangelische Kirche der Union“ (EKU) statt „Evangelischer Kirche der altpreußischen Union“ (APU oder EKapU). Zunächst bildeten aber weiterhin nur die Pommersche Evangelische Kirche und die anderen fünf aus altpreußischen Kirchenprovinzen hervorgegangenen Landeskirchen die Glieder der EKU. 1960 trat die Landeskirche Anhalts als siebte Gliedkirche der EKU bei.
1968 musste die Pommersche Evangelische Kirche ihren Namen in Evangelische Landeskirche Greifswald ändern, weil die Regierung der DDR in der Bezeichnung „Pommersche“ einen zu sehr an die Vergangenheit erinnernden Begriff sah. Gleiches widerfuhr der Evangelischen Kirche von Schlesien wegen des Namensbestandteils „Schlesien“. Andere Landeskirchen (Anhalt, Berlin-Brandenburg, Sachsen Kirchenprovinz sowie Landeskirche, Thüringen) in der DDR durften ihre Bezeichnungen mit Bezug auf ebenfalls aufgelöste Länder beibehalten – was deutlich macht, worum es wirklich ging: Debatten im Zusammenhang mit der Abtretung der Ostgebiete und der Flucht und Vertreibung ihrer Bewohner unterband die DDR-Regierung. Dieses Thema unterlag einem erzwungenen Schweigen; so mussten auch Bezeichnungen weichen, die dieser Politik zuwiderliefen.
Nach der Wende 1989 beschlossen die Synodalen in Züssow Anfang 1990 auf der Landessynode einstimmig für die Landeskirche wieder ihren alten Namen anzunehmen.
Nachdem die Zahl der Kirchenmitglieder deutlich abgenommen hatte, folgte die Synode 2003 der Empfehlung eines Gutachtens der Evangelischen Kirche in Deutschland, eine Fusion oder enge Föderation mit einer Nachbarkirche anzustreben und so die Leitungs- und Verwaltungskosten zu reduzieren. Nach Gesprächen mit den evangelischen Kirchen in Mecklenburg und Berlin-Brandenburg-schlesische Oberlausitz entschied sich die Pommersche Evangelische Kirche schließlich für eine Fusion mit Mecklenburg und Nordelbien.
Am 5. Februar 2009 wurde der Fusionsvertrag unterzeichnet, der die Bildung der Evangelisch-Lutherischen Kirche in Norddeutschland zum 27. Mai 2012 vorsah, am 28. März 2009 stimmte die Synode in Züssow mit 44 Mitgliedern von 58 für die Fusion.

## Leitung der Landeskirche
An der Spitze der Pommerschen Evangelischen Kirche stand der Bischof (bis 1947 die Generalsuperintendenten), der geistliche Leiter der Kirche. Er wurde von der Landessynode gewählt und war Vorsitzender der ebenfalls von der Synode gewählten Kirchenleitung.

### Generalsuperintendenten und Bischöfe
Geistliche Leiter der Evangelischen Kirche in Preußen waren Generalsuperintendenten, von denen es in ganz Preußen insgesamt zwölf gab. Das Amt wurde kurz nach der Reformation eingeführt, später wieder aufgelöst und dann erst 1830 erneut eingeführt. Sie hatten nach Wegfall des landesherrlichen Kirchenregiments 1918 die Kirchenleitung der Provinzialkirche inne.
In der Pommerschen Kirchenprovinz gab es zunächst einen, seit den 1920er Jahren zwei Generalsuperintendenten. Seit 1947 leitet ein Bischof die Kirche.
In der Reformationszeit gab es anfangs mehrere (General-)Superintendenturen, die dann in der hinterpommerschen Generalsuperintendentur zusammenliefen. (Siehe auch: Liste der Generalsuperintendenten und Bischöfe Pommerns)
Bischöfe seit 1947:
- 1947–1954: Karl von Scheven
- 1955–1972: Friedrich-Wilhelm Krummacher
- 1972–1989: Horst Gienke
- 1990–2001: Eduard Berger
- 2001–2012: Hans-Jürgen Abromeit, anschließend bis 2019 gemeinsam mit Andreas von Maltzahn Bischof im Sprengel Mecklenburg und Pommern der Evangelisch-Lutherischen Kirche in Norddeutschland

## Provinzial- bzw. Landessynode
Ab 1875 hatten auch die östlichen Kirchenprovinzen der preußischen Landeskirche Provinzialsynoden, die bei der Gestaltung des kirchlichen Lebens mitbestimmten. Nachdem 1918 das landesherrliche Kirchenregiment geendet hatte, wurden die Synoden die obersten beschlussfassenden Gremien. Mit der Verselbständigung der Kirchenprovinzen zu Landeskirchen wurden die Provinzialsynoden in Landessynoden umbenannt. Deren Mitglieder, die Synodalen, wurden auf sechs Jahre von den Kirchenkreisen gewählt. Die Aufgabe der Synode ähnelte der von politischen Parlamenten. Den Vorsitz der Synode führte der beziehungsweise die Präses.

### Präsides der Synode
1869–0000: Franz Hermann Lengerich, Superintendent (außerordentliche Generalsynode)
- 1878–1893: August Rübesamen, Superintendent
- 1911–1928: Gustav Wetzel, Superintendent
- 1929–1933: Hans Jürgen von Kleist, Gutsbesitzer
- 1933–1934: Karl Thom, Pfarrer, dann Bischof
- 1934–1935: Reinold von Thadden, Gutsbesitzer (für die Bekenntnissynode)
- 1946–0000: Karl von Scheven, Pfarrer, dann Bischof
- 1946–1969: Werner Rautenberg (1896–1969), Lehrer
- 1969–1974: Siegfried Lange (1916–1997), Pfarrer
- 1974–1992: Dietrich Affeld (1923–2003), Lehrer
- 1994–1998: Hans-Jürgen Zobel (1928–2000), Universitätsprofessor für Theologie
- 1998–2006: Elke König (* 1956), Lehrerin
- 2006–2012: Rainer Dally (* 1942), Jurist

## Verwaltung der Landeskirche

### Konsistorium und Verwaltungshierarchie

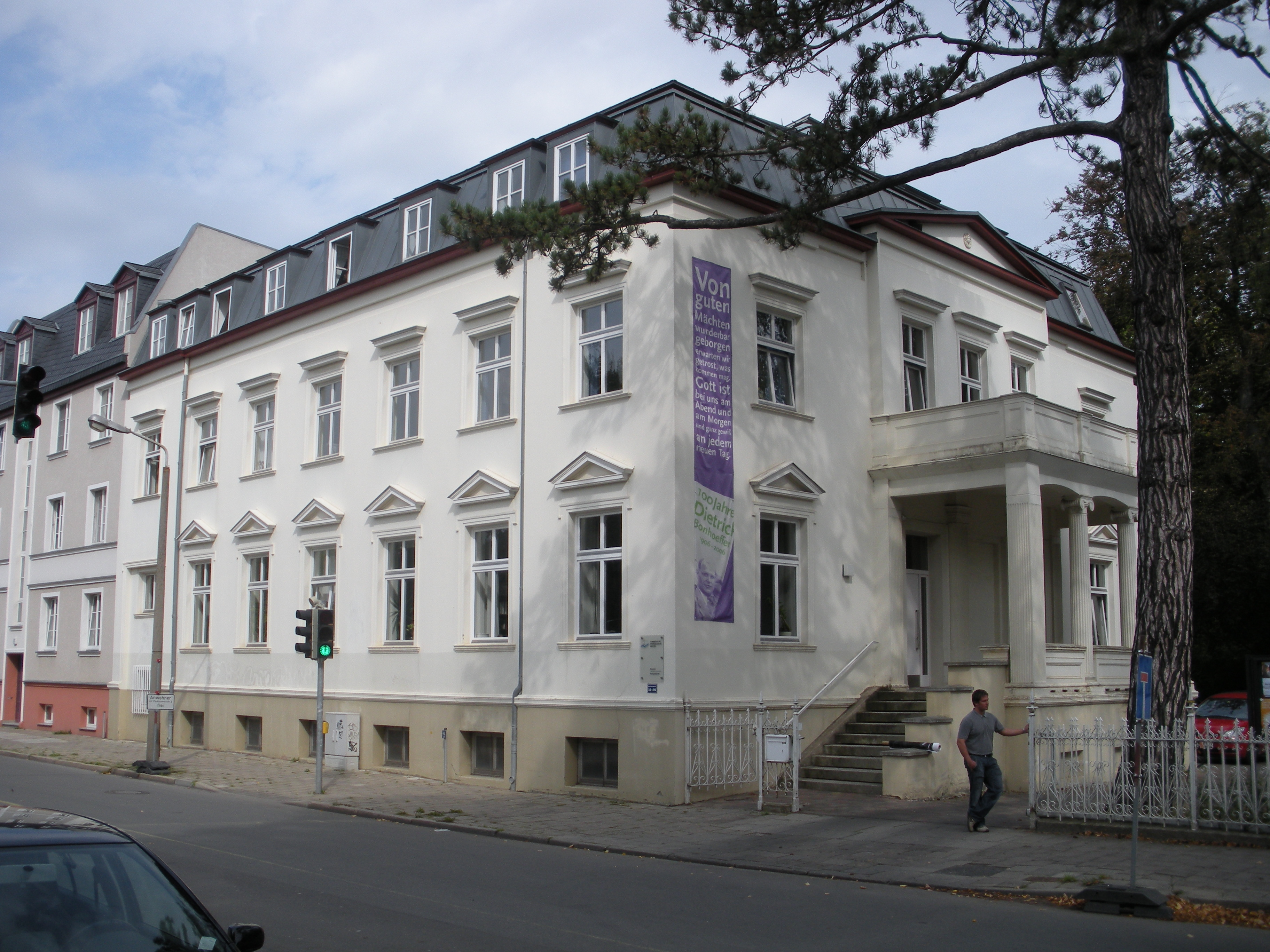
Evangelisches Konsistorium Greifswald

Das Konsistorium in Greifswald führte die laufenden Geschäfte, es war für die Verwaltungsangelegenheiten zuständig und führte im Auftrag der Kirchenleitung die Dienstaufsicht über die Gemeinden, Kirchenkreise und kirchlichen Amtsträger. Leiter des Konsistoriums war der Konsistorialpräsident (1990–2004: Hans-Martin Harder, ab 2004: Peter von Loeper).
Der Bischof war Vorsitzender der Kirchenleitung („Regierung“ der Kirche). Zu dieser gehörten neben dem Bischof die Pröpste, der beziehungsweise die Präses der Synode, acht weitere von der Synode gewählte Mitglieder, der Präsident des Konsistoriums und ein Dezernent des Konsistoriums.
In der Verwaltungshierarchie war die Landeskirche von unten nach oben wie folgt aufgebaut:
An der Basis standen die Kirchengemeinden als Körperschaften des öffentlichen Rechts mit gewählten Kirchenvorständen, dem „Gemeindekirchenrat“. Die Mitglieder dieses Gremiums hießen „Älteste“.
Mehrere Kirchengemeinden bildeten zusammen einen Kirchenkreis (in der allgemeinen Verwaltung einem Landkreis vergleichbar), an dessen Spitze ein Superintendent stand. Die Kirchenkreise waren ebenfalls Körperschaften des öffentlichen Rechts und hatten als Gremium die Kreissynode, deren Mitglieder von den jeweiligen Gemeindekirchenräten bestellt wurden, und einen Kreiskirchenrat.
Die Kirchenkreise bildeten zusammen die Landeskirche (in der allgemeinen Verwaltung dem Bundesland vergleichbar). Eine mittlere Ebene (in der allgemeinen Verwaltung einem Regierungsbezirk vergleichbar) gab es in der Pommerschen Evangelischen Kirche nicht.

### Die Kirchenkreise
Bis 1945 war die Kirchenprovinz Pommern in 52 Kirchenkreise unterteilt, die seit Anfang des 20. Jahrhunderts zwei Sprengeln zugeordnet waren. An der Spitze des Kirchenkreises stand ein Superintendent, den Sprengel leitete der Generalsuperintendent:
- Sprengel West:

Altentreptow, Anklam, Barth, Bergen, Demmin, Franzburg, Gartz a.d.Oder, Garz (Rügen), Gollnow, Greifenhagen, Greifswald-Land (Sitz: Weitenhagen), Greifswald-Stadt, Grimmen, Kolbatz (Sitz: Neumark/Pommern), Loitz, Pasewalk, Penkun, Pyritz, Stralsund, Ueckermünde, Usedom, Werben, Wolgast, Wollin
- Sprengel Ost:

Belgard, Bublitz, Bütow, Cammin, Daber, Dramburg, Freienwalde, Greifenberg, Jakobshagen, Köslin, Kolberg, Labes, Lauenburg, Naugard, Neustettin, Ratzebuhr, Regenwalde, Rügenwalde, Rummelsburg, Schivelbein, Schlawe, Stargard, Stettin-Land (Sitz: Podejuch), Stettin-Stadt, Stolp-Altstadt, Stolp-Stadt, Tempelburg, Treptow a. Rega
1941 kamen Kirchenkreise von der Kirchenprovinzen Brandenburg und Posen-Westpreußen hinzu. Von der Kirchenprovinz Grenzmark Posen-Westpreußen (aufgelöst am 1. April 1941) übernahm Pommern die Kirchenkreise Deutsch-Krone, Flatow, Schlochau und Schneidemühl, von Brandenburg die Kirchenkreise Arnswalde, Friedeberg und Woldenberg.
Alle Kirchenkreise des Sprengels Ost, auch die 1941 neu hinzugekommenen, sowie die Kirchenkreise Gollnow, Greifenhagen, Kolbatz, Pyritz, Werben und Wollin und ein Teil des Kirchenkreises Gartz a. d. Oder des Sprengels West liegen nach dem Zweiten Weltkrieg auf dem Staatsgebiet von Polen.
Der verbliebene Teil der Pommerschen Evangelischen Kirche umfasste insgesamt 18, später 15 Kirchenkreise:
- Altentreptow, Anklam, Barth, Bergen, Demmin, Franzburg, Gartz/Oder, Garz (Rügen), Greifswald-Land, Greifswald-Stadt, Grimmen, Loitz, Pasewalk, Penkun, Rügen, Stralsund, Ueckermünde, Usedom und Wolgast.

1972 wurde die Grenze gegenüber der Landeskirche Berlin-Brandenburg geändert, dadurch gelangte unter anderem das uckermärkische Strasburg zum Gebiet der (heutigen) Pommerschen Evangelischen Kirche.
Im Zuge einer Strukturveränderung wurde 1997 die Zahl der Kirchenkreise auf vier Superintendenturen mit je einem Verwaltungsamt reduziert:
- Kirchenkreis Demmin, Kirchenkreis Greifswald, Kirchenkreis Pasewalk, Kirchenkreis Stralsund

Die Verwaltungsämter wurden 2006 mit dem Konsistorium zusammengelegt.

### Kirchengemeinden
Die vier Kirchenkreise waren in 295 Kirchengemeinden unterteilt.

### Sonstige Einrichtungen
- Landeskirchliches Archiv der Pommerschen Evangelischen Kirche
- Stiftung Theologisches Studienhaus Greifswald
- Institut zur Erforschung von Evangelisation und Gemeindeentwicklung der Universität Greifswald als Agentur für Missionarische Dienste (Kooperation)

## Gesangbücher
Die Gemeinden der Pommerschen Evangelischen Kirche verwendeten in den letzten Jahrzehnten vor allem folgende Gesangbücher:
- Evangelisches Gesangbuch für die Provinz Pommern. Hrsg. auf Grund der Beschlüsse der pommerschen Provinzial-Synode (1884–1893) mit Genehmigung der kirchlichen Behörden, eingeführt 1896/97.
- Evangelisches Gesangbuch für Brandenburg und Pommern. Eingeführt durch Beschlüsse der Provinzialsynoden der Kirchenprovinz Pommern 1925 und 1927 und Mark Brandenburg 1927 und 1929 und nach der Notverordnung des Kirchensenats vom 7. August 1931 herausgegeben von den Provinzialkirchenräten Brandenburg und Pommern am 1. Advent 1931.
- Evangelisches Kirchengesangbuch (EKG) – Ausgabe für die Konsistorialbezirke Berlin, Magdeburg, Greifswald und Görlitz und der Evang. Landeskirche Anhalts bzw. Ausgabe für die Evang. Landeskirche Anhalt, Evang. Kirche Berlin-Brandenburg, Evang. Kirche des Görlitzer Kirchengebietes, Evang. Landeskirche Greifswald, Evang. Kirche der Kirchenprovinz Sachsen. Eingeführt am 1. Advent 1953.
- Evangelisches Gesangbuch – Ausgabe für die Evangelische Landeskirche Anhalts, die Evangelische Kirche in Berlin-Brandenburg, die Evangelische Kirche der schlesischen Oberlausitz, die Pommersche Evangelische Kirche, die Evangelische Kirche der Kirchenprovinz Sachsen. Eingeführt am Pfingstfest, 22. Mai 1994.